# Camphorosma
Genre
Synonymes
Camphorata Zinn, 1757
Camphorosma est un genre de plantes de la famille des Amaranthacées,, que l'on trouve en Afrique du Nord, dans le sud et l'est de l'Europe, en Crimée, en Russie, en Anatolie, dans le Caucase, en Iran, en Afghanistan, au Pakistan, en Asie centrale, dans l'Altaï, en Sibérie occidentale, au Xinjiang en Chine et en Mongolie. Annuelles ou sous-arbrisseaux, elles se distinguent des taxons étroitement apparentés tels que Bassia par leurs périanthes aplatis à quatre lobes, leurs inflorescences à poils glandulaires multicellulaires, un type d'anatomie foliaire C4 distinct (appelé type Camphorosma) et un nombre de chromosomes de 2n = 12.

## Liste d'espèces
Les espèces actuellement acceptées comprennent :
- Camphorosma annua Pall.
- Camphorosma monspeliaca L.
- Camphorosma persepolitana Gand.
- Camphorosma polygama Bunge ex Boiss.
- Camphorosma songorica Bunge